# NGC 1261
NGC 1261 (také známá jako Caldwell 87) je kulová hvězdokupa v souhvězdí Hodin nacházející se ve vzdálenosti 53 100 světelných let od Země. Objevil ji 24. listopadu 1826 australský astronom James Dunlop.

## Pozorování

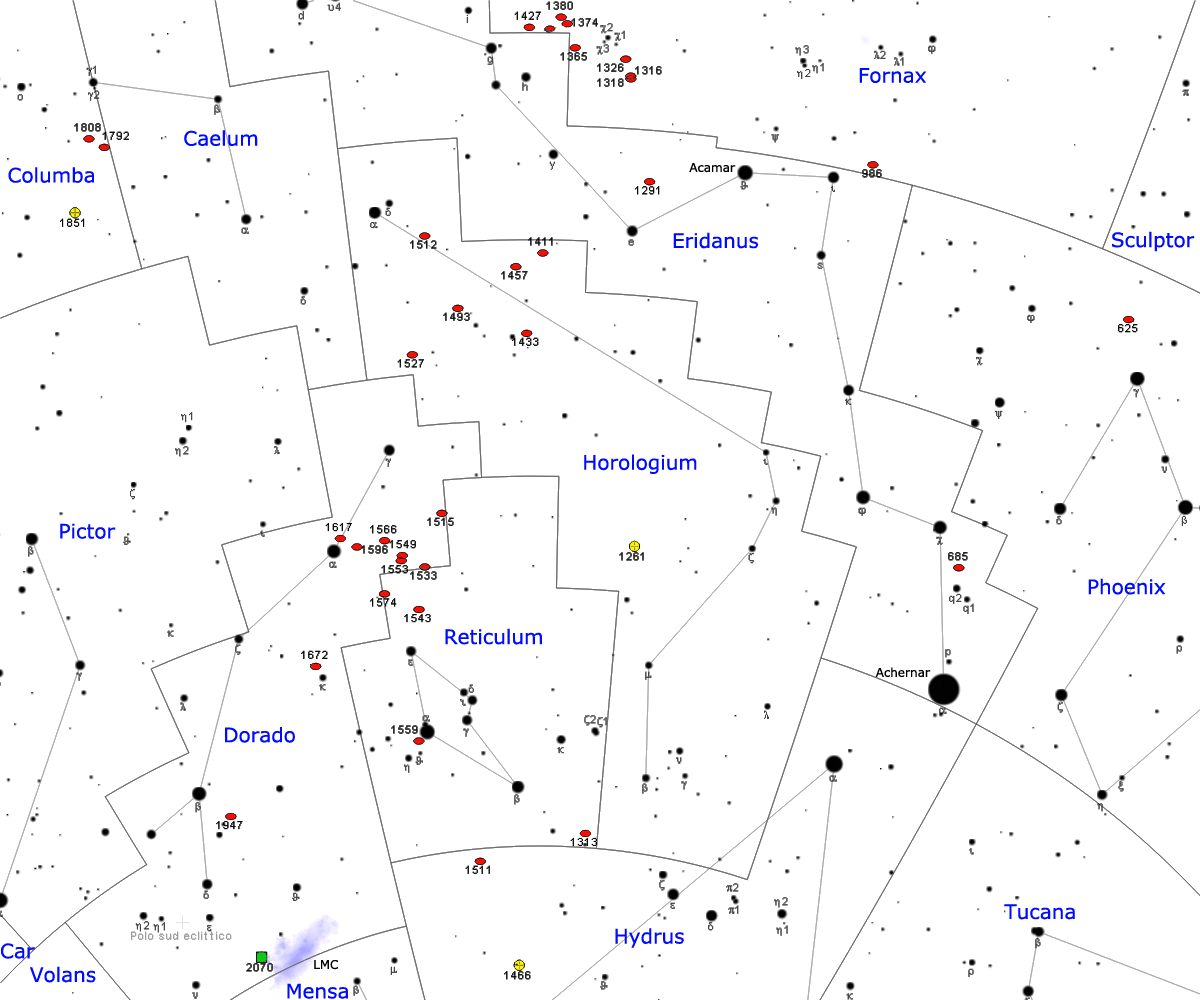
Poloha NGC 1261 v souhvězdí Hodin

Na obloze se nachází ve střední části souhvězdí v oblasti bez jasných hvězd, 4,5° východně od hvězdy páté magnitudy ζ Hor. 
Kvůli její velké jižní deklinaci je hvězdokupa pozorovatelná hlavně z jižní polokoule; na severní polokouli je možné ji pozorovat pouze v tropických oblastech. Ve střední Evropě vůbec nevychází nad obzor.